# ガンダムバトルクロニクル
『ガンダムバトルクロニクル』（GUNDAM BATTLE CHRONICLE）はバンダイナムコゲームスのバンダイブランドで2007年10月4日に発売されたPlayStation Portable用ソフト。
『ガンダムバトルロワイヤル』の流れを汲む3Dアクションゲーム。アートディンク制作のガンダムバトルシリーズ第3作。
パッケージイラストは前2作と同様に森下直親によるもので、ガンダムGP-02、ジ・O、Ζガンダム、νガンダム、Sガンダム、キュベレイ、サザビーが描かれている。

## 概要
プレイヤーの分身となるキャラクターを作成し、「一年戦争」から「デラーズ紛争」、そして「グリプス戦役」の、宇宙世紀を題材にした様々なミッションを戦い抜く。前作「バトルロワイヤル」の1.5倍のミッションが用意されており、宇宙ステージ、水中ステージも追加される。さらにガンダムΖΖ、0083、逆襲のシャアからもモビルスーツ (MS) やキャラクターが参加する。
ミッションに成功するとそれに応じてMSをカスタマイズできる。
前作からの変更点としては、段階が分かれているミッションがある（例えばまず要塞の外部を制圧した後、内部に侵入して施設を制圧する）ことや、行動によってミッション内容が分岐するようになった（例えば、前半で2種類ある離脱地点のどちらに到達したかで後半の敵や目的が変化する）、武器のチューンが個別改造になり、リロード速度や弾数も変更できるようになったほか、通常より多くのポイントを消費することでゲージの最大値を超えて能力を上げられるオーバースペックチューンが可能になった。
登場MSは前作が約80種類だったのに対し、新たに60種類を追加し、総勢140種類になる。新規追加機体の中には「Sガンダム」、「ディジェ」、「ガブスレイ」、「サイコガンダムMk-II」、「バウンド・ドック」、「ΖΖガンダム」、「キュベレイ」、「ジ・O」、「νガンダム」、「ガンダム試作1号機フルバーニアン」、「ガンダム試作2号機（サイサリス）」、「サザビー」、「ガーベラ・テトラ」、「ガンダム試作3号機デンドロビウム」、「クィン・マンサ」、「ジム・クゥエル」なども存在する。
また、本作では全てのステージでワイヤレス通信機能を使った4人同時プレイが可能。
今作は公式HPや攻略雑誌などで公開されているパスワードを入力することで様々なエクストラミッションが遊べるようになる（クリアすることで新しい機体がもらえるミッションもある）。

## 登場機体
ユニット総数は140種。

### U.C.0079（一年戦争）の機体
| 地球連邦軍    |                                              |                                                   |
| 型式番号      | 機体名                                       | 備考                                              |
| RX-78-1       | プロトタイプガンダム                         |                                                   |
| RX-78-2       | ガンダム                                     |                                                   |
| RX-78-2       | ガンダム（MC仕様）                           |                                                   |
| RX-78-3       | G-3ガンダム                                  |                                                   |
| RX-78-4       | ガンダム4号機                                | 宇宙専用                                          |
| RX-78-5       | ガンダム5号機                                | 宇宙専用                                          |
| RX-78-6       | ガンダム6号機                                | 地上専用                                          |
| RX-78NT-1     | ガンダムNT-1アレックス                       |                                                   |
| FA-78-1       | フルアーマーガンダム                         |                                                   |
| RX-79[G]      | 陸戦型ガンダム                               | 地上専用                                          |
| RX-79[G]      | 陸戦型ガンダム（ジム頭）                     | 地上専用                                          |
| RX-79[G]Ez-8  | ガンダムEz-8                                 | 地上専用                                          |
| RX-79BD-1     | ブルーディスティニー1号機                    | 地上専用/NT搭乗不可                               |
| RX-79BD-3     | ブルーディスティニー3号機                    | NT搭乗不可                                        |
| RX-77-2       | ガンキャノン                                 |                                                   |
| RX-75         | ガンタンク                                   |                                                   |
| RGM-79[G]     | 陸戦型ジム                                   | 地上専用                                          |
| RGM-79        | ジム                                         |                                                   |
| RGM-79        | ジム（ホワイト・ディンゴ隊仕様）             |                                                   |
| RGM-79SP      | ジムスナイパーII                             |                                                   |
| RGM-79SP      | ジムスナイパーII（ホワイト・ディンゴ隊仕様） |                                                   |
| RGM-79D       | ジム寒冷地仕様                               | 地上・寒冷地専用                                  |
| RGM-79G       | ジム・コマンド                               | 地上専用                                          |
| RGM-79GS      | ジム・コマンド（宇宙戦仕様）                 | 宇宙専用                                          |
| RB-79         | ボール                                       | 宇宙専用                                          |
| ジオン公国軍  |                                              |                                                   |
| MS-06F        | ザクII                                       |                                                   |
| MS-06F        | ザクII（ドアン専用）                         |                                                   |
| MS-06F        | ザクマインレイヤー                           |                                                   |
| MS-06S        | ザクII（指揮官用）                           |                                                   |
| MS-06S        | シャア専用ザクII                             |                                                   |
| MS-06FZ       | ザクII改                                     |                                                   |
| MS-06FZ       | ザクII改（フリッツヘルム）                   |                                                   |
| MS-06K        | ザクキャノン                                 |                                                   |
| MS-06R-1      | 高機動型ザクR-1型                            | 黒い三連星のパーソナルカラー機体 宇宙専用         |
| MS-06R-1A     | 高機動型ザクR-1A型                           | シン・マツナガのパーソナルカラー機体 宇宙専用     |
| MS-06R-2      | 高機動型ザクR-2型                            | ジョニー・ライデンのパーソナルカラー機体 宇宙専用 |
| MS-05B        | ザクI                                        |                                                   |
| MS-05B        | ザクI（ランバ・ラル専用）                    |                                                   |
| MS-05B        | ザクI（黒い三連星専用）                      |                                                   |
| MS-07B        | グフ                                         | 地上専用                                          |
| MS-07B-3      | グフカスタム                                 | 地上専用                                          |
| MS-08TX[EXAM] | イフリート改                                 | 地上専用/NT搭乗不可                               |
| MS-09         | ドム                                         | 地上専用                                          |
| MS-09R        | リック・ドム                                 | 宇宙専用                                          |
| MS-09R        | リック・ドム（ガトー専用）                   | 宇宙専用                                          |
| MS-09RS       | リック・ドム（シャア専用）                   | 宇宙専用                                          |
| MS-11         | アクトザク                                   |                                                   |
| MS-14A        | ゲルググ                                     |                                                   |
| MS-14A        | ゲルググ（ガトー専用）                       |                                                   |
| MS-14S        | ゲルググ（指揮官用）                         |                                                   |
| MS-14S        | シャア専用ゲルググ                           |                                                   |
| MS-14B        | 高機動型ゲルググ（ジョニー・ライデン専用）   |                                                   |
| MS-14B        | 高機動型ゲルググ（シン・マツナガ専用）       |                                                   |
| MS-14C        | ゲルググキャノン                             |                                                   |
| YMS-15        | ギャン                                       |                                                   |
| MS-18E        | ケンプファー                                 |                                                   |
| MSM-07        | ズゴック                                     | 水陸両用                                          |
| MSM-07S       | シャア専用ズゴック                           | 水陸両用                                          |
| MSM-07E       | ズゴックE                                    | 水陸両用                                          |
| MSM-04        | アッガイ                                     | 水陸両用                                          |
| MSM-03        | ゴッグ                                       | 水陸両用                                          |
| MSM-03C       | ハイゴッグ                                   | 水陸両用                                          |
| MSM-10        | ゾック                                       | 水陸両用                                          |
| EMS-05        | アッグ                                       | 水陸両用                                          |
| MSM-04N       | アッグガイ                                   | 水陸両用                                          |
| MSM-04G       | ジュアッグ                                   | 水陸両用                                          |
| MSM-08        | ゾゴック                                     | 水陸両用                                          |
| MSN-01        | サイコミュ高機動試験用ザク                   | 宇宙・ＮＴ専用                                    |
| MSN-02        | ジオング                                     | 宇宙・ＮＴ専用                                    |
| MSN-02        | パーフェクトジオング                         |                                                   |
| RX-79BD-2     | ブルーディスティニー2号機                    | NT搭乗不可                                        |
| MAM-07        | グラブロ                                     | 水中専用                                          |
| UNKNOWN       | アプサラスII                                 | 地上専用                                          |
| MA-05         | ビグロ                                       | 宇宙専用                                          |
| MA-04X        | ザクレロ                                     | 宇宙専用                                          |
| MAN-03        | ブラウ・ブロ                                 | 宇宙・ＮＴ専用                                    |
| MAN-08        | エルメス                                     | 宇宙・ＮＴ専用                                    |
| MA-08         | ビグ・ザム                                   |                                                   |

### U.C.0083（デラーズ紛争）の機体
| 地球連邦軍         |                                     |                  |
| 型式番号           | 機体名                              | 備考             |
| RX-78GP01          | ガンダム試作1号機                   |                  |
| RX-78GP01-Fb       | ガンダム試作1号機Fb                 | 宇宙専用         |
| RX-78GP03          | ガンダム試作3号機                   | 宇宙専用         |
| RGM-79             | パワード・ジム                      | 地上専用         |
| RGM-79C            | ジム改                              | 宇宙専用         |
| RGM-79C            | ジム改（砂漠戦仕様）                | 地上・砂漠戦専用 |
| RGM-79N            | ジム・カスタム                      |                  |
| RGM-79Q            | ジム・クゥエル                      |                  |
| RGC-83             | ジム・キャノンII                    |                  |
| MS-06F2            | ザクII F2型（連邦軍仕様）           |                  |
| MS-14F             | ゲルググM（連邦軍仕様）             |                  |
| デラーズ・フリート |                                     |                  |
| 型式番号           | 機体名                              | 備考             |
| MS-06F-2           | ザクII F2型                         |                  |
| MS-06F-2           | ザクII F2型（キンバライド基地仕様） |                  |
| MS-06F-2           | ザクII F2型（ビッター専用）         |                  |
| MS-09F/Trop        | ドム・トローペン                    | 地上・砂漠戦専用 |
| MS-09F/Trop        | ドム・トローペン（サンドブラウン）  | 地上・砂漠戦専用 |
| MS-21C             | ドラッツェ                          | 宇宙専用         |
| YMS-16M            | ザメル                              | 地上専用         |
| MA-06              | ヴァル・ヴァロ                      | 宇宙専用         |
| AGX-04             | ガーベラ・テトラ                    |                  |
| RX-78GP02          | ガンダム試作2号機                   |                  |
| MS-14F             | ゲルググM                           |                  |
| MS-14Fs            | ゲルググM（シーマ専用）             |                  |
| AMX-002            | ノイエ・ジール                      | 宇宙専用         |

### U.C.0087（グリプス戦争）の機体
| エゥーゴ       |                                   |               |
| 型式番号       | 機体名                            | 備考          |
| RGM-79R        | ジムII（エゥーゴ仕様）            |               |
| MSA-003        | ネモ                              |               |
| RMS-099        | リック・ディアス                  |               |
| RMS-099        | リック・ディアス（赤）            |               |
| MSN-00100      | 百式                              |               |
| RX-178         | ガンダムMk-II（エゥーゴ仕様）     |               |
| FXA-05D+RX-178 | スーパーガンダム                  |               |
| MSZ-006        | Ζガンダム                         |               |
| MSA-005        | メタス                            |               |
| MSK-008        | ディジェ                          | 地上専用      |
| ティターンズ   |                                   |               |
| 型式番号       | 機体名                            | 備考          |
| RGM-79R        | ジムII（連邦軍仕様）              |               |
| RX-178         | ガンダムMk-II（ティターンズ仕様） |               |
| RMS-106        | ハイザック（ティターンズ仕様）    |               |
| RMS-106        | ハイザック（連邦軍仕様）          |               |
| RMS-117        | ガルバルディβ                     |               |
| RMS-108        | マラサイ                          |               |
| PMX-000        | メッサーラ                        |               |
| NRX-044        | アッシマー                        | 地上専用      |
| ORX-005        | ギャプラン                        |               |
| MRX-009        | サイコガンダム                    | 地上/ＮＴ専用 |
| RX-110         | ガブスレイ                        |               |
| RX-139         | ハンブラビ                        |               |
| RMS-154        | バーザム                          |               |
| RX-160         | バイアラン                        |               |
| NRX-055        | バウンド・ドック                  |               |
| NRX-055        | バウンド・ドック（ゲーツ専用）    |               |
| MRX-010        | サイコガンダムMk-II               | ＮＴ専用      |
| PMX-001        | パラス・アテネ                    |               |
| PMX-002        | ボリノーク・サマーン              |               |
| PMX-003        | ジ・O                             |               |
| アクシズ       |                                   |               |
| 型式番号       | 機体名                            | 備考          |
| AMX-003        | ガザC                             |               |
| AMX-003        | ガザC（ハマーン専用）             |               |
| AMX-004        | キュベレイ                        | ＮＴ専用      |

### エクストラ
| その他MS   |                               |          |
| 型式番号   | 機体名                        | 備考     |
| RX-78-2    | ガンダムLS                    |          |
| RX-78/C.A. | ガンダム（キャスバル専用）    |          |
| MSA-0011   | Sガンダム                     |          |
| MSZ-006A1  | ΖプラスA1型                   | 地上専用 |
| MSZ-006C1  | ΖプラスC1型                   |          |
| RMS-141    | ゼク・アイン                  |          |
| MSZ-006    | Ζザク                         |          |
| AMX-004-2  | キュベレイMk-II（プル機）     | ＮＴ専用 |
| AMX-004-3  | キュベレイMk-II（プルツー機） | ＮＴ専用 |
| NZ-000     | クィン・マンサ                | ＮＴ専用 |
| RX-93      | νガンダム                     | ＮＴ専用 |
| MSN-04     | サザビー                      | ＮＴ専用 |
| UNKNOWN    | サム                          |          |
| UNKNOWN    | サク                          |          |
| UNKNOWN    | サク（シャア専用）            |          |

| サブフライトシステム（SFS） |          |
| 機体名                      | 備考     |
| バストライナー              | 宇宙専用 |
| ドダイYS                    | 地上専用 |
| スキウレ                    | 宇宙専用 |
| ドダイ改                    | 地上専用 |
| Gディフェンサー             |          |
| シャクルズ                  | 宇宙専用 |
| メガライダー                |          |
| ゲター                      | 宇宙専用 |
| ベースジャバー              | 地上専用 |

## 登場キャラクター
主人公はニュータイプ (NT) かノーマルか選択可能。さらに男性はタイプCとタイプDが追加され合計4種類、女性は2種類から選択可能となっている。主人公以外にゲストパイロットとして登場するキャラクターは合計44人。

### パイロット
| 主人公（連邦） - 連邦男性Aニュータイプ - 連邦男性Aノーマル - 連邦女性Aニュータイプ - 連邦女性Aノーマル - 連邦男性Bニュータイプ - 連邦男性Bノーマル - 連邦女性Bニュータイプ - 連邦女性Bノーマル - 連邦男性Cニュータイプ - 連邦男性Cノーマル - 連邦男性Dニュータイプ - 連邦男性Dノーマル 0079 地球連邦軍 (E.F.S.F.) - アムロ・レイ（古谷徹） - カイ・シデン（古川登志夫） - ハヤト・コバヤシ（鈴木清信） - シロー・アマダ（檜山修之） - クリスチーナ・マッケンジー（林原めぐみ） - マット・ヒーリィ（辻谷耕史） - エイガー（中井和哉） - ユウ・カジマ - ルース・カッセル（増谷康紀） - フォルド・ロムフェロー（うえだゆうじ） | 主人公（ジオン） - ジオン男性Aニュータイプ - ジオン男性Aノーマル - ジオン女性Aニュータイプ - ジオン女性Aノーマル - ジオン男性Bニュータイプ - ジオン男性Bノーマル - ジオン女性Bニュータイプ - ジオン女性Bノーマル - ジオン男性Cニュータイプ - ジオン男性Cノーマル - ジオン男性Dニュータイプ - ジオン男性Dノーマル 0079 ジオン公国軍 (ZEON) - シャア・アズナブル（池田秀一） - ランバ・ラル（広瀬正志） - ガイア（徳丸完） - アイナ・サハリン（井上喜久子） - バーナード・ワイズマン（辻谷耕史） - ノリス・パッカード（市川治） - ケン・ビーダーシュタット（楠大典） - ニムバス・シュターゼン（速水奨） - シン・マツナガ（中村秀利） - ジョニー・ライデン（井上和彦） - ララァ・スン（潘恵子） - ドズル・ザビ（玄田哲章） |

| 0083 地球連邦軍 (E.F.S.F.) - コウ・ウラキ（堀川りょう） - サウス・バニング（菅原正志） | 0083 デラーズ・フリート (DELAZ FLEET) - アナベル・ガトー（大塚明夫） - シーマ・ガラハウ（真柴摩利） |

| エゥーゴ (A.E.U.G.) - カミーユ・ビダン（飛田展男） - クワトロ・バジーナ（池田秀一） - アムロ・レイ（古谷徹） - エマ・シーン（岡本麻弥） - レコア・ロンド（勝生真沙子） - ファ・ユイリィ（新井里美） アクシズ (AXIS) - ハマーン・カーン（榊原良子） | ティターンズ (TITANS) - ジェリド・メサ（井上和彦） - フォウ・ムラサメ（ゆかな） - パプテマス・シロッコ（島田敏） - ブラン・ブルターク（中村秀利） - サラ・ザビアロフ（島村香織） - ヤザン・ゲーブル（大塚芳忠） - ロザミア・バダム（浅川悠） - レコア・ロンド（勝生真沙子） |

エクストラ
- アムロ・レイ [U.C.0093] （古谷徹）
- シャア・アズナブル [U.C.0093] （池田秀一）
- ジュドー・アーシタ（矢尾一樹）

### オペレーター
ノエル・アンダーソン
声：那須めぐみ
機動戦士ガンダム戦記 Lost War Chroniclesから登場。
ユウキ・ナカサト
声：浅野真澄
機動戦士ガンダム戦記 Lost War Chroniclesから登場。
エレン・ロシュフィル
声：堀江由衣
機動戦士ガンダム クライマックスU.C.から登場。
ホア・ブランシェット
声：大原さやか
機動戦士ガンダム MS戦線0079から登場。
アン・フリーベリ
声：折笠富美子
機動戦士ガンダム MS戦線0079から登場。

## 登場作品
キャンペーンモードでは新たに『機動戦士ガンダム0083 STARDUST MEMORY』が追加された。また、前作では中盤までだった『機動戦士Ζガンダム』が結末まで描かれる。
- 機動戦士ガンダム
- モビルスーツバリエーション
- 機動戦士ガンダム 第08MS小隊
- 機動戦士ガンダム0080 ポケットの中の戦争
- 機動戦士ガンダム外伝 THE BLUE DESTINY
- 機動戦士ガンダム外伝 コロニーの落ちた地で
- ジオニックフロント 機動戦士ガンダム0079
- 機動戦士ガンダム戦記 Lost War Chronicles
- 機動戦士ガンダム クライマックスU.C.
- 機動戦士ガンダム MS戦線0079
- 機動戦士ガンダム外伝 宇宙、閃光の果てに…
- 機動戦士ガンダム0083 STARDUST MEMORY
- 機動戦士Ζガンダム
- ガンダム・センチネル（ゲスト登場）
- 機動戦士ガンダムΖΖ（ゲスト登場）
- 機動戦士ガンダム 逆襲のシャア（ゲスト登場）
- トニーたけざきのガンダム漫画
前作でも登場した超量産型モビルスーツのサクとSM（サム）が登場している。
- 機動戦士ガンダムさん
エクストラステージ「アッガイ谷」や「隊長のザクさん 最終回」が登場する。